# North Elkington
North Elkington – wieś w Anglii, w Lincolnshire. Leży 36,4 km od Lincoln i 209 km od Londynu.
W 1961 roku civil parish liczyła 55 mieszkańców.